# Miguel Belló
Miguel Belló Mora (Puertollano, 1961) es un ingeniero aeroespacial y aeronáutico español. Ha sido director en funciones de la Agencia Espacial Española en 2023 y comisionado para el PERTE Aeroespacial en el Ministerio de Ciencia e Innovación entre 2022 y 2023.

## Biografía
Miguel Belló Mora nació en Puertollano (Ciudad Real) en 1961. Es caballero de la Orden del Santo Voto de Puertollano.

### Estudios
Realizó sus estudios de educación secundaria en el IES Fray Andrés. Se licenció con matrícula de honor como ingeniero aeronáutico por la Universidad Politécnica de Madrid en 1983 y se doctoró en ingeniería aeroespacial por la Universidad Técnica de Brunswick (Alemania) en 1993.

### Carrera
Trabajó en la empresa GMV entre 1985 y 2001, una multinacional española del sector aeroespacial a la que además representó como director de la delegación de la empresa en la Agencia Espacial Europea en Alemania, así como director de Análisis de Misión e Ingeniería y director de Programas Espaciales Institucionales.
Tras salir de GMV, fundó Deimos en 2001, empresa de la que fue director ejecutivo hasta 2022. Desde Deimos, tuvo un papel destacado en el lanzamiento de los dos primeros satélites españoles de observación de la Tierra: Deimos-1 y Deimos-2.
Simultáneamente, entre el 2000 y 2022, se desempeñó como director ejecutivo de la organización internacional Atlantic International Research Centre. Entre 2021 y 2022 fue presidente de la asociación internacional Eureka.

### Política espacial española
A partir de 2022, Belló se situó al frente de la política espacial española tras su nombramiento como comisionado para el PERTE Aeroespacial, un cargo que, además de coordinar los esfuerzos para potenciar la industria aeroespacial nacional tuvo como objetivo diseñar la futura Agencia Espacial Española (AEE).
Este último objetivo se consiguió en marzo de 2023, cuando el Consejo de Ministros aprobó el estatuto del nuevo organismo, que además designaba a Belló como director en funciones. La agencia se constituyó oficialmente el 20 de abril de 2023 con la reunión de su primer Consejo Rector.
Belló cesó como comisionado y director de la AEE a finales del año 2023.
Tras su cese, fue nombrado director ejecutivo de la empresa aeroespacial británica Orbex Space.